# Bataille de Tarakan (1942)
Pour les articles homonymes, voir Bataille de Tarakan.
Seconde Guerre mondiale
Batailles
Invasion des Indes orientales néerlandaises
- Bornéo (1941-1942)
- Manado
- Tarakan (1942)
- Balikpapan (1942)
- Amboine
- Makassar
- Sumatra
- Badung
- Timor
- Première bataille de la mer de Java
- Détroit de la Sonde
- Java
- Seconde bataille de la mer de Java

La bataille de Tarakan est une bataille de la campagne du Pacifique pendant la Seconde Guerre mondiale. Elle s'est déroulée du 11 au 12 janvier 1942 à Tarakan, le lendemain de la déclaration de guerre de l'empire du Japon au royaume des Pays-Bas.
Située au nord-est de Bornéo, aux Indes orientales néerlandaises, l'île de Terakan, bien que petite et marécageuse, disposait de 700 puits de pétrole, d'une raffinerie et d'un aérodrome, en faisant un objectif crucial pour le Japon pendant la guerre du Pacifique.

## Géographie
Tarakan est une île en forme de triangle à 2,5 miles (4,0 km) de la côte de Bornéo. L'île mesure environ 24 km de long par 18 km de large. La petite île de Sadau est située à environ 0,8 km au large de la côte ouest de Tarakan. Presque tout le littoral est marécageux et, en 1945, les mangroves de la moitié nord de l'île s'étendaient sur 1,6 km à l'intérieur des terres. Les mangroves côtières dans la partie sud de l'île étaient plus étroites. À l'intérieur des terres, la majeure partie du centre de l'île comprend une série de collines escarpées et densément boisées d'une hauteur de plus de 30 mètres. Tarakan est situé à trois degrés au nord de l'équateur. Le climat est tropical, la température moyenne étant d'environ 90 degrés Fahrenheit et l'humidité relative dépassant les 90 %.
En 1945, la ville de Tarakan était la principale colonie de l'île. Cette ville située à 1 800 mètres à l'intérieur des terres était séparée de la côte sud-ouest par plusieurs petites collines couvertes de végétation basse. Sur la côte, quatre jetées utilisées pour amarrer des pétroliers étaient reliées à la ville de Tarakan par trois routes revêtues. L'aérodrome de Tarakan était situé à environ 1,6 km au nord-ouest de la ville de Tarakan. Des deux champs pétrolifères de l'île, Sesanip Oilfield était situé à la limite nord-est de l'aérodrome tandis que le plus grand, Juata Oilfield se trouvait à 4,8 km au nord. Le village de Djoeata était situé sur la côte nord-ouest de Tarakan et relié au champ pétrolifère de Juata Oilfield par une piste.

## Débarquement japonais
Le 10 janvier 1942, la flotte d'invasion japonaise est repéré par un hydravion Dornier Do 24K hollandais. Le commandant de la garnison de Tarakan ordonne alors la destruction de toutes les installations pétrolières de l'île.
Les forces japonaises de l'Unité de l'aile droite du Détachement Sakaguchi débarquent sur la côte Est de Tarakan à minuit le 11 janvier 1942, suivies par la « Force navale spéciale de débarquement » no 2 Kure. Après une résistance brève mais féroce, la garnison du KNIL se rendit dans la matinée du 12 janvier. La totalité de l'équipage de la batterie côtière de Karoengan, soit 219 prisonniers de guerre, furent exécutés par noyade par les japonais en représailles des naufrages des mouilleurs de mines W13 et W14, crime de guerre qui sera répété après la bataille de Balikpapan.
Dans la nuit du 11 janvier, avant que le Japon ne finisse le blocus de Tarakan, le sous-marin hollandais K-X, le patrouilleur P-1 et la vedette Aida réussirent à s'échapper. Le mouilleur de mines néerlandais Prins van Oranje fut repéré et coulé en tentant de s'échapper par le destroyer japonais Yamakaze, sous le commandement du lieutenant-colonel Shuichi Hamanaka, et par le patrouilleur P-38.
Des avions hollandais effectuèrent des missions de bombardement depuis un aérodrome de l'est de Bornéo (appelé Samarinde II) afin d'attaquer des navires japonais.
L'île resta sous occupation japonaise jusqu'en mai 1945, date à laquelle elle fut libérée par les troupes australiennes lors de la bataille de Tarakan en 1945.

## Ordre de bataille

### Forces terrestres

#### Unités japonaises
Détachement Sakaguchi
- 56e régiment régimentaire du QG
- Compagnie Chenillette
  - 146e régiment d'infanterie (+)
    - I Bataillon, 56e régiment d'artillerie de campagne
    - 1re Compagnie, 56e régiment d’ingénierie
    - 2e Compagnie, 56e régiment de transport
- Éléments d'infanterie, Force Navale Spéciale de Débarquement no 2 Kure
- 2e unité de construction de gisement de pétrole
- 5e unité de construction de l'aérodrome

#### Unités néerlandaises
Garnison de Tarakan
- Bataillon de la garnison de Tarakan (7e bataillon d'infanterie du KNIL)
  - Compagnie de mitrailleuse
  - Détachement motorisé avec 7 véhicules blindées
- 3e régiment d'artillerie côtière(?)
  - Deux batteries d'artillerie côtières mobiles (total de 3 canons de 75 mm et de 2 canons de 70 mm)
  - Cinq batteries fixes d'artillerie côtière (total de 2 canons de 120 mm, 10 canons de 75 mm et 3 canons de 37 mm)
  - Deux batteries AA (total de 4 canons de 40 mm et 4 canons de 20 mm)
  - Quatre pelotons de mitrailleuses AA (chacune avec 3 × 12,7 mm HMG)
- Deux pelotons d'ingénieur
- Peloton auxiliaire de premiers soins